# こいなか -小田舎で初恋×中出しセクシャルライフ-
『こいなか -小田舎で初恋×中出しセクシャルライフ-』は、eRONDOより2014年6月27日に発売されたアダルトゲーム。

## ストーリー
公務員になり安定した生活を望む神社の跡取りである主人公のもとへ縁談が入ってきて慌ただしい日々が始まる。

## 登場人物
九堂 舞（くどう まい）
声 - 比羅いずみ
オカエリに連れられ、許嫁として神社にやって来る。
野々原 みお（ののはら みお）
声 - 蒼依ハル
主人公のご近所であり、幼なじみの女の子。
オカエリ/本名：岡崎 エリナ （おかざき エリナ）
声 - 西乃ころね
主人公の父親の再婚相手に選ばれそうになった女の子で神社に居ついて同居する。
廣瀬 もとか（ひろせ もとか）
声 - 白月かなめ
エリナの実妹で主人公の家に養子縁組された女の子。
涼原 ひびき（すずはら ひびき）
声 - 早瀬ゃょぃ
主人公の陸上部の後輩。

## スタッフ
- キャラクターデザイン：本庄マサト
- シナリオ：神堂劾、駒井半次郎